# Sân bay Trà Vinh
Sân bay Trà Vinh tọa lạc tại phường 7, thành phố Trà Vinh, tỉnh Trà Vinh, được xây dựng dưới thời Việt Nam Cộng Hòa. Đây là sân bay thứ hai của tỉnh Trà Vinh sau Sân bay Long Toàn. Chiều dài đường băng khoảng 700m. Hiện đang xây dựng khu dân cư và hành chính mới của tỉnh Trà Vinh. Tỉnh sẽ xây sân bay trên cơ sở xây dựng lại sân bay Long Toàn, tại xã Long Toàn, thị xã Duyên Hải.